# ملعب يانكي
ملعب يانكي هو ملعب لرياضة كرة القاعدة يقع في حي ذا برونكس، نيويورك وهو الملعب الرئيسي لفريقي نيويورك يانكيز في دوري البيسبول (MLB) ونادي نيويورك سيتي لكرة القدم (MLS). فضلاً عن كونه الملعب المضيف لمباراة بنستريب بول السنوية. استبدل الملعب الذي تبلغ تكلفته 2.3 مليار دولار، والذي تم بناؤه بمبلغ 1.2 مليار دولار من الإعانات العامة، ملعب يانكي الأصلي في عام 2009 وهو سادس أكبر ملعب في MLB من حيث سعة المقاعد. يقع على بعد كتلة واحدة شمال المبنى الأصلي، في الموقع السابق الذي تبلغ مساحته 24 فدانًا (9.7 هكتارًا) لمتنزه سد ماكومبس؛ موقع الملعب الأصلي الذي تبلغ مساحته 8 فدان (3.2 هكتار) أصبح الآن حديقة عامة تسمى ميدان التراث.
يشتمل الملعب على نسخ طبق الأصل من بعض عناصر التصميم من ملعب يانكي الأصلي، ومثل سابقه، استضاف أحداثًا إضافية، بما في ذلك ألعاب كرة القدم الجامعية ومباريات كرة القدم واثنين من مباريات NHL في الهواء الطلق والحفلات الموسيقية. على الرغم من أن بناء ملعب يانكي بدأ في أغسطس 2006، فقد امتد المشروع لسنوات عديدة وواجه العديد من الجدل، بما في ذلك التكلفة العامة المرتفعة وفقدان الحدائق العامة. تكلفته البالغة 1.5 مليار دولار جعل من ملعب يانكي الجديد واحدًا من أكثر الملاعب التي تم بناؤها على الإطلاق تكلفةً.

## التاريخ

### التخطيط
بدأ جورج شتاينبرينر، مالك نيويورك يانكيز، حملته من أجل بناءاستاد جديد في أوائل الثمانينيات، بعد سنوات قليلة من افتتاح ملعب يانكي الذي أعيد بناؤه. وبحسب ما ورد كان شتاينبرينر في ذلك الوقت يفكر في الانتقال إلى مجمع ميدولاندز الرياضي في نيو جيرسي. أذن حاكم ولاية نيو جيرسي توماس كين في عام 1984 باستخدام الأرض لملعب كرة قاعدة جديد في ميدولاندز، لكن المجلس التشريعي للولاية لم يوفر التمويل للملعب. في استفتاء على مستوى الولاية في عام 1987 ، رفض دافعو الضرائب في نيوجيرسي 185 مليون دولار من التمويل العام لملعب كرة القاعدة لليانكيز. على الرغم من الرفض من ولاية نيو جيرسي، هدد شتاينبرينر مرارًا وتكرارًا بالتحرك كوسيلة ضغط في المفاوضات مع مدينة نيويورك.
في عام 1988 ، وافق العمدة إد كوخ على أن ينفق دافعو الضرائب بالمدينة 90 مليون دولار على التجديد الثاني لملعب يانكي الذي شمل الصناديق الفاخرة والمطاعم داخل الملعب ومواقف السيارات وتحسينات حركة المرور في الخارج. وافق شتاينبرينر من حيث المبدأ، لكنه تراجع بعد ذلك عن الصفقة. في عام 1993 ، توسع العمدة ديفيد دينكنز في اقتراح كوخ من خلال تقديم رؤية مركز برونكس للحي، بما في ذلك السكن الجديد، ومحكمة جديدة، ونقل أكاديمية الشرطة القريبة.
في عام 1993، اقترح حاكم نيويورك ماريو كومو استخدام ويست سايد يارد، وهي ساحة سكة حديد مساحتها 30 فدانًا (12 هكتارًا) على طول الجانب الغربي من مانهاتن وتملكها هيئة النقل المتروبوليتان، كموقع لملعب جديد لليانكيز. ومع ذلك، فقد كومو محاولة إعادة انتخابه بعد بضعة أشهر. بحلول عام 1995 ، رفض شتاينبرينر 13 اقتراحًا للإبقاء على يانكيز في برونكس.
في عام 1998 ، اقترح رئيس برونكس بورو فرناندو فيرير إنفاق 600 مليون دولار من الأموال العامة لإضافة العشرات من الصناديق الفاخرة إلى الاستاد، لتحسين الطرق السريعة والوصول إلى وسائل النقل العام، وإنشاء قرية يانكي بها متاجر ومطاعم ومتحف. رفض شتاينبرينر هذا أيضًا. في نفس العام، كشف العمدة رودي جولياني عن خطة لنقل فريق يانكيز إلى الجانب الغربي يارد مقابل استاد قيمته مليار دولار. ومع ذلك، نظرًا لأن معظم التمويل يأتي من دافعي الضرائب، قدم جولياني الاقتراح، خوفًا من الرفض في استفتاء على مستوى المدينة. عادت خطة ملعب ويست سايد إلى الظهور في ديسمبر 2001 ، وبحلول يناير 2002 ، بعد شهور من هجمات 11 سبتمبر، أعلن جولياني «اتفاقيات مبدئية» لكل من نيويورك يانكيز ونيويورك ميتس لبناء استادات جديدة. وقدر أن كلا الملعبين سيكلفان 2 مليار دولار، حيث يساهم دافعو الضرائب في المدينة والدولة بـ 1.2 مليار دولار.
مايكل بلومبيرغ، الذي خلف جولياني في منصب العمدة في عام 2002، أطلق على اتفاقيات العمدة السابق «رعاية الشركات» وقد وضع شرط واقي في الاتفاقيات للتراجع عن كلا الصفقتين، قائلاً إن المدينة لا تستطيع بناء ملاعب جديدة لليانكيز وميتس. قال بلومبرغ إن جولياني قد أدخل بندًا في هذه الصفقة خفف من عقود إيجار الفرق مع المدينة وسيسمح لفريق يانكيز وميتس بمغادرة المدينة في إشعار مدته 60 يومًا للعثور على مقر جديد في مكان آخر إذا تراجعت المدينة عن الاتفاقية. في ذلك الوقت، قال بلومبرغ إن الملاعب الممولة من القطاع العام كانت استثمارًا ضعيفًا. تم الكشف عن مخطط بلومبرغ للملعب في عام 2004، في نفس الوقت الذي تم فيه الكشف عن خطة ملعب ميتس الجديد هو فيلد سيتي. وبلغت التكلفة النهائية للملعبين أكثر من 3.1 مليار دولار. بلغت إعانات دافعي الضرائب 1.8 مليار دولار.

### البناء
أقيمت احتفالات وضع حجر الأساس للملعب في 16 أغسطس 2006 ، الذكرى الثامنة والخمسين لوفاة بيب روث، مع شتاينبرينر وبلومبرغ وحاكم نيويورك آنذاك جورج باتاكي من بين الشخصيات البارزة الذين ارتدوا قبعات يانكيز الصلبة وحملوا مجارف احتفالية للاحتفال بهذه المناسبة. واصل فريق يانكيز اللعب في استاد يانكي السابق خلال موسمي 2007 و2008 بينما تم بناء ملعبهم الجديد على الجانب الآخر من الشارع. تُرك المجتمع بدون حدائق لمدة خمس سنوات.
أثناء بناء الاستاد الجديد، قام عامل بناء ومشجع متعطش لبوسطن ريد سوكس بدفن نسخة طبق الأصل من قميص لاعب ريد سوكس ديفيد أورتيز تحت مخبأ الزوار بهدف وضع «سداسي عشري» على يانكيز، مثل «لعنة البامبينو» التي يُزعم أنها ابتليت بها ريد سوكس بعد فترة طويلة من تداول روث مع يانكيز. بعد كشف العامل من قبل زملائه في العمل، أجبر على المساعدة في استخراج القميص. ثم تبرعت منظمة يانكيز بالقميص الذي تم استرداده إلى صندوق جيمي، وهي مؤسسة خيرية بدأت في عام 1948 من قبل منافسي ريد سوكس في الدوري الوطني بوسطن بريفز، ولكن لطالما دافع عنها فريق ريد سوكس ومرتبط بشكل خاص مع تيد ويليامز. ادعى العامل منذ ذلك الحين أنه دفن بطاقة / بطاقة أداء لبطولة الدوري الأمريكي لعام 2004 ، لكنه لم يذكر مكانها. لم يكن لهذه المحاولات تأثير كبير على الفريق المضيف، على الرغم من ذلك: ذهب يانكيز للفوز ببطولة العالم لعام 2009 في نهاية موسم (MLB) الأول في الملعب الجديد.

## الميزات
من المفترض أن يستحضر الاستاد الجديد ملامح من ملعب يانكي الأصلي، في حالته الأصلية عام 1923 وحالته بعد التجديد في عام 1976. ويشبه المظهر الخارجي الشكل الأصلي لملعب يانكي عام 1923. يتميز التصميم الداخلي، وهو ملعب كرة قدم حديث بمساحة أكبر ووسائل راحة متزايدة، يحاكي ملعب يانكيز عن كثب أبعاد الملعب القديم في الفترة من 1988 إلى 2008. كما يضم الاستاد الحالي 4300 مقعدًا للنادي و 68 جناحًا فاخرًا.

### التصميم والتخطيط
صمم الملعب من قبل شركة الهندسة المعمارية بابولوس. تم صنع الجزء الخارجي من 11000 قطعة من الحجر الجيري في ولاية إنديانا، جنبًا إلى جنب مع الجرانيت والخرسانة مسبقة الصب. يظهر اسم المبنى على شكل حرف V ومكتوب بأوراق ذهبية فوق كل بوابة. تم تزيين الجزء الداخلي من الاستاد بمئات الصور التي تلتقط تاريخ اليانكيز. دخلت صحيفة نيويورك ديلي نيوز في شراكة مع يانكيز في معرض «مجموعة صور المجد لفريق يانكيز»، والذي تم اختياره من مجموعة ديلي نيوز التي تضم أكثر من 2000 صورة فوتوغرافية. تم التعاقد مع رياضيين وفنانين من قبل فريق يانكيز لرعاية ما يقرب من 1300 صورة تزين المبنى من مصادر بما في ذلك ديلي نيوز وصور جيتي وقاعة مشاهير كرة القاعدة ودوري كرة القاعدة الرئيسي.
تم وضع المقاعد بشكل مشابه لمقاعد ملعب يانكي الأصلي (1923) ، مع مقاعد غراند ستاند التي تمتد إلى ما وراء الأعمدة المخالفة، بالإضافة إلى مقاعد المدرج خلف أسوار الملعب. يتألف المستوى الميداني والمستوى الرئيسي من الوعاء السفلي، مع الأجنحة على مستوى الكتلة H&R ، والمستوى العلوي ومستوى المدرج الذي يشتمل على المنطقة العلوية. يوجد حوالي ثلثي مقاعد الملعب في الجزء السفلي، وهو بعكس ملعب يانكي الأصلي. حيث يمكن أن يجلس 50287 متابعاً، مع سعة منطقة وقوف تبلغ 52325. كما تم توزيع مقاعد الملعب الجديد إلى الخارج في منطقة على عكس تصميم الطبقات المكدسة في الملعب القديم. حيث يضع هذا التصميم معظم المراوح بعيدًا في الخلف ولكن في مكان أقل في الميدان بحوالي 30 قدمًا (9.1 م). يوجد أكثر من 56 جناحًا داخل الملعب، أي ثلاثة أضعاف العدد الموجود في الملعب السابق. كما ويبلغ عرض المقاعد 19-24 بوصة أي (48-61 سم)، وهي أعلى من مقاعد الاستاد السابق التي يبلغ عرضها 18-22 بوصة (46-56 سم)، بينما هناك 33-39 بوصة (84-99 سم) من المساحة للأرجل، حيث بلغ ارتفاعها 29.5 بوصة (75 سم) من مساحة الأرجل في الملعب السابق. والعديد من المقاعد ذات المستوى الأدنى مبطنة، في حين أن جميع المقاعد مزودة بحاملات أكواب. لإتاحة مساحة جلوس إضافية، وبهذا تم تقليل سعة الملعب بأكثر من 4000 مقعد مقارنة بالملعب السابق.

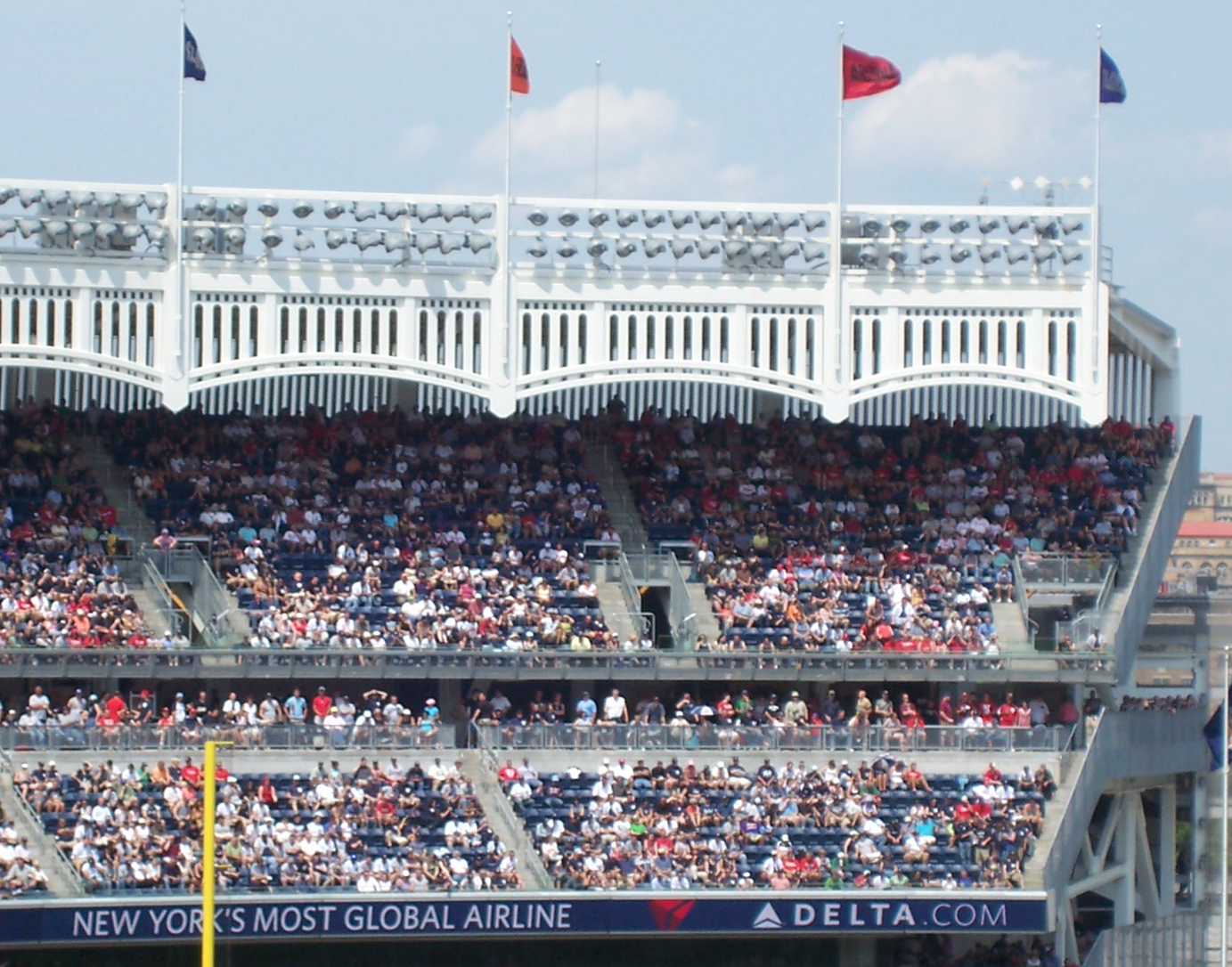
الإفريز الأيقوني الذي أحاط بسقف استاد يانكي الأصلي من عام 1923 إلى عام 1973 ، تم استنساخه على سطح الملعب الحالي.

العديد من عناصر التصميم الداخلية لملعب الكرة مستوحاة من ملعب يانكي الأصلي. ويتميز سطح المبنى الجديد بنسخة طبق الأصل من الإفريز الذي كان علامة تجارية لملعب كرة القدم السابق. في ملعب يانكي الأصلي، كان إفريز نحاسي مبطّنًا في الأصل بسقف مدرجات السطح العلوي، ولكن تم هدمه خلال ترميمات 1974-1975 وتكرار ذلك فوق الجدار خلف المدرجات. الاستاد الجديد يكرر الإفريز في موقعه الأصلي على طول مدرجات السطح العلوي. مصنوع من الفولاذ المطلي بالزنك للحماية من الصدأ، وهو جزء من نظام دعم الكابولي الذي يحمل السطح العلوي والإضاءة على السطح. الجدار خلف مقاعد المدرج «مقطوع» ليكشف عن قطارات الأنفاق الأربعة أثناء مرورها، كما لو كانت في المنشأة الأصلية. كما تم بناء لوحة النتائج الإضافية التي يتم تشغيلها يدويًا في سياج الميدان الأيمن والأيسر، في نفس المواقع التي كانت موجودة بها في التكرار السابق للتجديد لملعب يانكي الأصلي.
بين الجدار الخارجي والداخلي للملعب توجد «القاعة الكبرى»، وهي رواق كبير يمتد بين البوابتين الرابعة والسادسة. مع الأسقف المكونة من سبعة طوابق، تتميز القاعة الكبرى بأكثر من 31000 قدم مربع (2900 متر مربع) من مساحات البيع بالتجزئة وتصطف مع 20 لافتة وضع عليها صور لنجوم فريق يانكيز في الماضي والحاضر. وتتميز القاعة الكبرى بشاشة عرض LED مقاس 5 × 383 قدم (1.5 × 116.7 متر) (الصمام الثنائي الباعث للضوء) بالإضافة إلى شاشة عرض فيديو LED مقاس 25 × 36 بوصة فوق مدخل الملعب من شركة داكترونيكس. في بروكينغز، داكوتا الجنوبية.

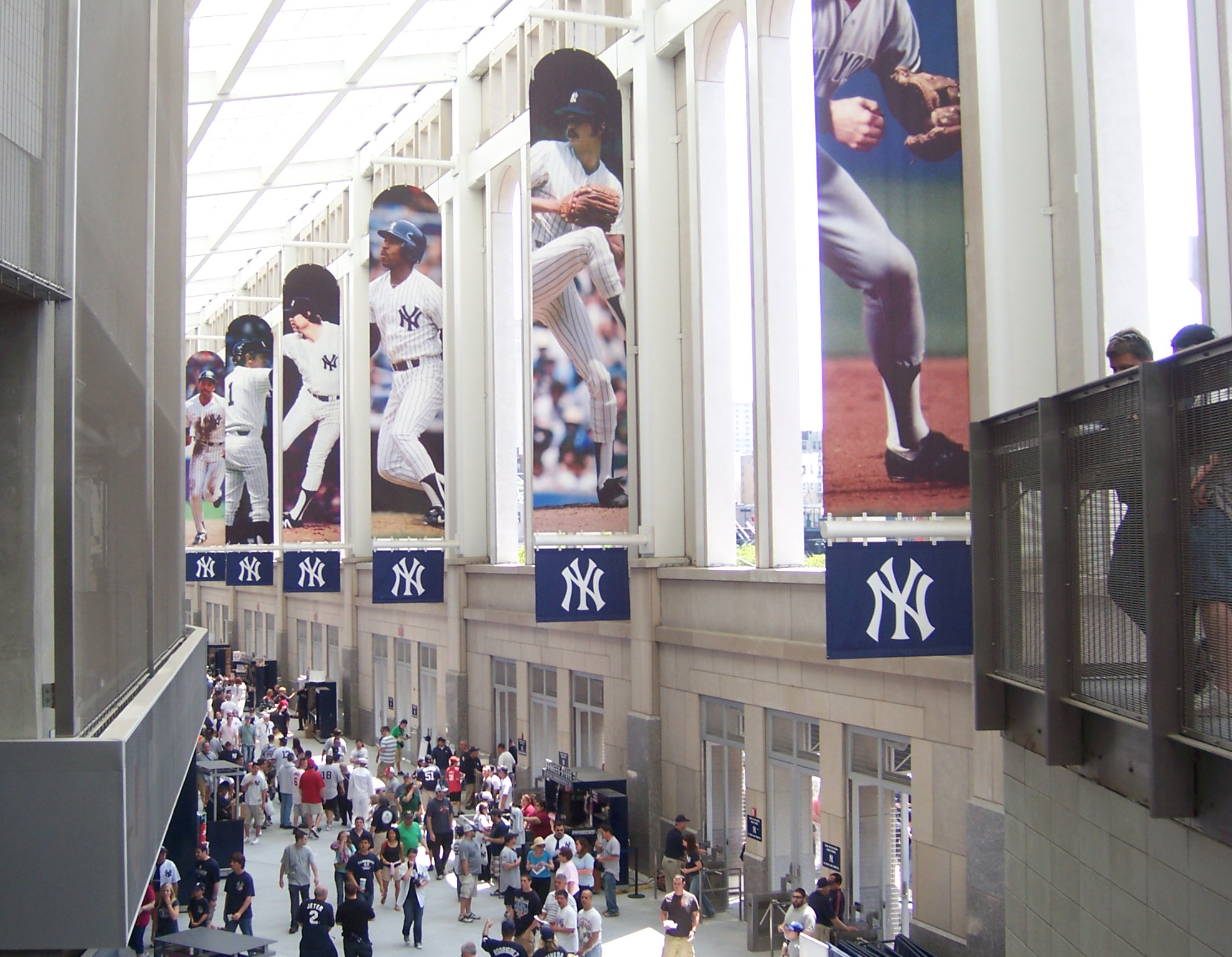
تقع القاعة الكبرى على طول الواجهة الجنوبية للملعب.

تم نقل منتزه النصب التذكارية، الذي يتميز بأرقام مخصصة للاعبي يانكيز المعتزلين، بالإضافة إلى المجسمات واللوحات المخصصة للاعبي اليانكيز المتميزين، من موقعه خارج أسوار الحقل الأيسر في ملعب يانكي الأصلي إلى موقعه الجديد خارج أسوار الميدان المركزي في المكان الجديد. يقع منتزه النصب التذكارية الذي تم تغيير موقعه حديثًا الآن أسفل البار الرياضي؛ كما أن هناك تظليل أسود اللون يغطي المجسمات الموجودة على الجدار الخلفي أثناء الألعاب لمنع التداخل مع رؤية الضارب. ويهدف الموقع الجديد لإظهار المجسمات إلى عكس موضعها الأصلي في الميدان المركزي في ملعب يانكي الأصلي قبل التجديد، وإن كان ذلك عندما كانوا في الملعب. بدأ نقل حديقة النصب التذكارية من الملعب القديم إلى الملعب الجديد في 10 نوفمبر 2008. وقد وضعت أول المجسمات التذكارية في 23 فبراير 2009. طلب لاعب يانكيز ماريانو ريفيرا من فريق يانكيز إعادة وضع كرة الفريق الخاصة، بالإضافة إلى إضافة باب لربط مدخل ملعب يانكيز بحديقة النصب التذكارية، من أجل السماح بوصول مخففي يانكي إليه. وقد امتثلت المنظمة لطلبه.

### أبعاد الحقل وسطح اللعب

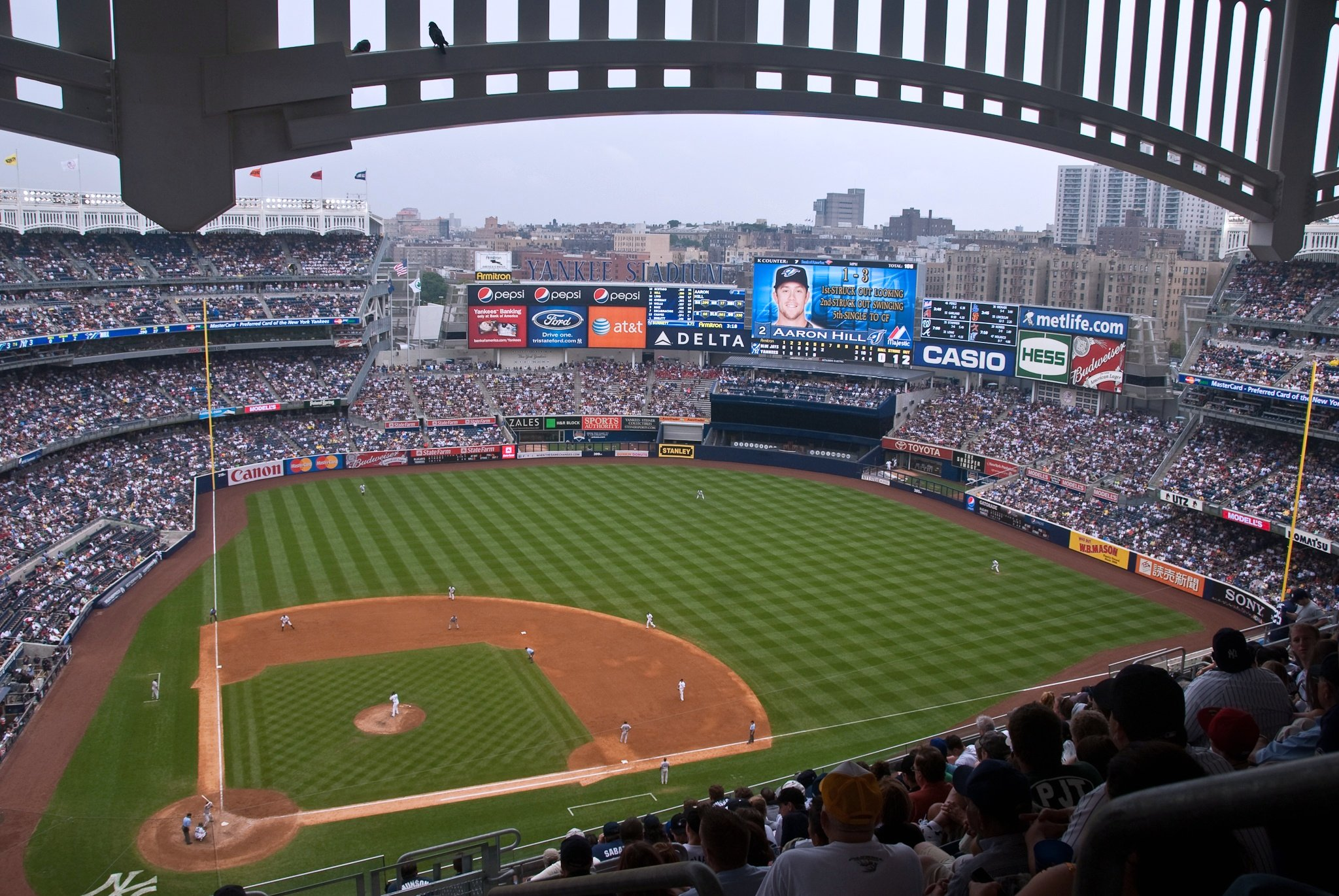
المنظر من مستوى المدرج (مستوى 400) في 12 أغسطس 2009.

أبعاد المجال لأسوار الميدان لها نفس علامات المسافة مثل المنشأة الأصلية قبل الإغلاق ولكن الأبعاد ليست متطابقة. نظرًا لتصميم المدرجات اليمنى وإدراج لوحة تسجيل يدوية مدمجة، يبلغ متوسط جدار الحقل الأيمن 5 أقدام (1.5 متر) أقرب إلى اللوحة الرئيسية. بشكل عام، يبلغ قياس الأسوار 318 قدمًا (97 مترًا) إلى الحقل الأيسر، و 399 قدمًا (122 مترًا) إلى يسار الوسط، و 408 قدمًا (124 مترًا) إلى مركز الحقل، و 385 قدمًا (117 مترًا) إلى حقل الوسط الأيمن، و 314 قدمًا (96 مترًا) إلى الحقل الأيمن. في استاد يانكي القديم، منحني جدار الحقل الأيمن من الزاوية اليمنى للحقل إلى المركز المباشر، بينما في الملعب الجديد يأخذ السياج زاوية حادة ومستقيمة بالكامل تقريبًا. ينتج عن هذا اختلاف في نقاط معينة بين علامات المجال الصحيحة بقدر 9 أقدام (2.7 م). الأبعاد في الحقل الأيسر هي نفسها إلى حد كبير على الرغم من وجود لوحة النتائج الإضافية المضمنة هناك أيضًا. كل هذه الاختلافات تجعل استاد يانكي الحالي أكثر ملاءمة من الملعب الأصلي.
يبلغ ارتفاع الأسوار الخارجية 8 أقدام و 5 بوصات (2.57 م) من عمود خطأ الحقل الأيسر حتى عمود يانكيز، عندما تبدأ الأسوار في النزول تدريجيًا في الارتفاع حتى عمود الحقل الأيمن الخاطئ، حيث يبلغ ارتفاعها 8 أقدام (2.4 م) طويل القامة. يمثل هذا أيضًا انخفاضًا عن ملعب يانكي السابق، حيث كانت جدران الملعب على ارتفاع حوالي 10 أقدام (3.0 م). تبلغ المسافة من اللوحة الرئيسية إلى المسند 52 قدمًا و 4 بوصات (15.95 مترًا)، وهو ما يمثل انخفاضًا بمقدار 20 قدمًا (6.1 مترًا) عن المنشأة السابقة. يتكون الحقل من كنتاكي بلوجراس، وهو نفس سطح الملعب السابق، والذي يُزرع على مساحة مقدارها 1300 فدان (530 هكتارًا) في بريدجتون، نيو جيرسي. تم تجهيز العشب بنظام تصريف (يضم أكثر من 14000 قدم (4300 م) من الأنابيب) مما يجعل الملعب قابلاً للعب بعد ساعة من أخذ 2 بوصة (51 ملم) من المطر.

#### مقارنة مع ملعب 1923
| الخصائص                              | الملعب القديم (إلى 2008)                  | الملعب الجديد                             |
| يوم الإفتتاح                         | أبريل 18, 1923                            | أبريل 16, 2009                            |
| قدرة الاستيعاب                       | 56,886                                    | 50,287                                    |
| عرض المقعد                           | 18 بوصة (46 سـم)–22 بوصة (56 سـم)         | 19 بوصة (48 سـم)–24 بوصة (61 سـم)         |
| ارتفاع المقعد                        | 29.5 بوصة (75 سـم)                        | 33 بوصة (84 سـم)–39 بوصة (99 سـم)         |
| عرض الردهة (المتوسط)                 | 17 قدم (5.2 م)                            | 32 قدم (9.8 م)                            |
| حاملات أكواب                         | حدد الجلوس على مستوى الميدان              | لكل مقعد في المقاعد العامة                |
| الأجنحة الفاخرة                      | 19                                        | 56                                        |
| مقاعد النادي                         | —                                         | 4,300                                     |
| مخازن فريق                           | 6,800 قدم مربع (630 م2)                   | 11,560 قدم مربع (1,074 م2)                |
| نسبة المراحيض الثابتة                | 1 لكل 89 معجبًا                            | 1 لكل 60 معجبًا                            |
| المصاعد العامة (مصاعد الركاب)        | 3 (أوتيس للسحب)                           | 16 (كوني مصعد)                            |
| لوحة النتائج الفيديو                 | 25 قدم (7.6 م) لكل 33 قدم (10 م) (SD LED) | 59 قدم (18 م) لكل 101 قدم (31 م) (HD LED) |
| المسافة من لوحة الصفحة الرئيسية إلى: |                                           |                                           |
| باكستوب                              | 72 قدم 4 بوصة (22 م)                      | 52 قدم 4 بوصة (16 م)                      |
| الحقل الأيسر                         | 318 قدم (97 م)                            | 318 قدم (97 م)                            |
| مركز اليسار                          | 399 قدم (120 م)                           | 399 قدم (120 م)                           |
| وسط الميدان                          | 408 قدم (124 م)                           | 408 قدم (124 م)                           |
| مركز اليمين                          | 385 قدم (120 م)                           | 385 قدم (120 م)                           |
| الحقل الأيمن                         | 314 قدم (96 م)                            | 314 قدم (96 م)                            |
| المصدر: نيويورك يانكيز               |                                           |                                           |

## المرافق والتسهيلات
يتمتع ملعب يانكي بمجموعة كبيرة من وسائل الراحة. إذ يحتوي على مساحة أكبر بنسبة 63٪ ، وإجمالي 500000 قدم مربع (46000 م 2) أكثر من الاستاد السابق، مع مناطق إلتقاء أوسع وخطوط رؤية مفتوحة. وإلى جانب 227 ميلاً (365 كم) من كابل إيثرنت السلكي، يحتوي المبنى على ما يكفي من كابلات الألياف الضوئية التي يسميها نائب رئيس سيسكو وأمين الخزانة ديفيد هولاند المبنى «دليلًا مستقبليًا». كما تم وضع أكثر من 1100 شاشة فيديو عالية الدقة داخل الملعب وحوالي 10 ملايين دولار من سلع لعبة كرة القاعدة موجودة داخل الملعب.
تبلغ مساحة لوحة النتائج الميدانية المركزية، التي تصنعها شركة ميتسوبيشي دايموند فيجن، 59 × 101 قدمًا (31 مترًا) وتوفر 5.925 قدمًا مربعًا (550.5 مترًا مربعًا) من مساحة المشاهدة. وقد كانت لوحة النتائج ثالث أكبر لوحة عالية الدقة في العالم عندما تم افتتاحها (خلف اللوحة التي تبلغ مساحتها 8.736 قدمًا مربعًا (811.6 مترًا مربعًا) في ملعب كوفمان الذي تم تجديده حديثًا ولوحة جديدة تبلغ مساحتها 8.066 قدمًا مربعة (749.4 مترًا مربعًا) في مضمار سباق طوكيو الذي تم تجديده. منذ ذلك الحين، تم تجاوزها أيضًا من خلال أكبر لوحة نتائج في العالم في ملعب دالاس كاوبويز ولوحة النتائج الجديدة في سيتيزنز بانك بارك بفيلادلفيا فيليز. من خلال عرض 5,925 قدمًا مربعة (550.5 م 2) من الفيديو، يمكن للوحة النتائج عرض أربع صور عالية الدقة بدقة 1080 بكسل في وقت واحد.
تبلغ مساحة نادي يانكيز 30 ألف قدم مربع (2880 مترًا مربعًا)، أي أكثر من 2.5 ضعف مساحة النادي من المنشأة السابقة. كما وتحتوي منطقة الملابس وحدها على 3344 قدمًا مربعًا (310.7 مترًا مربعًا) من المساحة، وكل خزانة مجهزة بصندوق ودائع آمن وجهاز كمبيوتر بشاشة تعمل باللمس. ويحتوي نادي يانكيز على غرفة أوزان، وغرفة تدريب، وغرفة فيديو، وصالة، بينما تحتوي نوادي الفريقين على أقفاص الضرب الداخلية الخاصة بهم. تحتوي غرفة العلاج في يانكيز على مسبح للعلاج المائي مع جهاز جري تحت الماء. يُعتقد أن يانكيز هم أول فريق يعالج زيهم كيميائيًا، بالإضافة إلى أسطح الاستحمام بعامل مضاد للبكتيريا يقلل من خطر الإصابة بالعدوى.
يعرض متحف نيويورك يانكيز الواقع في الطابق السفلي عند البوابة رقم 6 مجموعة كبيرة من تذكارات يانكيز. يتميز «جدار الكرة» بمئات الكرات الموقعة من قبل يانكيز في الماضي والحاضر، وهناك خطط لإضافة توقيعات في النهاية لكل لاعب على قيد الحياة لعب لفريق يانكيز. تمثل لمنطقة المركزية في المتحف تكريمًا للعبة دون لارسن المثالية في بطولة العالم لعام 1956 ، مع لوحة تذكارية للمنزل في الأرضية وتنصب تماثيل لارسن ويوغي بيرا. إلى جانب نسخة طبق الأصل من خزانة حالية من نادي يانكيز، ويمكن للجماهير مشاهدة خزانة الراحل ثورمان مونسون، التي كانت في مكان لا يمكن رؤيته من قبل الجمهور في الملعب السابق للنادي.
يقدم الملعب مجموعة واسعة من المطاعم. ويوجد 25 مدرج امتياز ثابت و 112 موقعاً متحركاً. يقع مقهى هارد روك داخل الملعب، ولكنه مفتوح لأي شخص عند مدخل شارع 161 ستريت وريفر أفينيو على مدار العام. تم افتتاح مقهى هارد روك في استاد يانكي رسميًا في 30 مارس 2009، وأقيم حفل الافتتاح في 2 أبريل 2009. يقع مطعم لحوم يسمى ستيك هاوس خلف ستيك نيويورك. ويحضر مشاهير الطهاة من حين لآخر في مطاعم الملعب ويساعدون في تحضير الطعام للجماهير في مقاعد فاخرة على مدار الموسم. فوق متنزه النصب التذكارية يوجد بار سنتر فيلد الرياضي، الذي يعمل زجاجه الأسود الملون كعين الضارب في الملعب. بعد موسم 2016، بدأ يانكيز في إجراء تحديثات على ملعب يانكي بما في ذلك (سطح العين ماسترباس باتر) و (فرانك ريد هوت تراس) و (تويوتا تراس). منصة (سطح العين ماسترباس باتر) فوق شريط مركز الميدان الرياضي هو مساحة خارجية للتجمع في وسط الملعب مع مناظر كاملة واضحة لملعب اللعب متاح لجميع الضيوف أصحاب التذاكر. تطل شرفة (فرانك ريد هوت تراس) و (تويوتا تراس) على حظائر الثيران للزوار ويانكيز على التوالي. تقع صالة (AT&T الرياضية) الجديدة خلف القسم 134 على المستوى الرئيسي وتتميز ببار كامل وطاولات ومقاعد وأجهزة تلفزيون بشاشات كبيرة. تقع طوابق حفلات بدويايزر الجديدة في القسمين 311 و 328 في السطح العلوي وتتميز بمناطق بار مظللة قائمة بذاتها تقدم البيرة والكوكتيلات والطعام. يوجد نادي (صن رن للأطفال)الجديد ويقع في الطابق 300 وهو مجهز بمعدات ملعب على طراز يانكيز. قبل موسم 2020، أضاف فريق يانكيز «مساحات اجتماعية» جديدة؛ ستيلا ارتواز لاندينج في القسمين (232 A) و (232 B) في الحقل الأيسر و (نادي ميشيلوب الترا) في الأقسام 207 و 208 في الحقل الأيمن. كلا القسمين متاحان للجماهير الذين لديهم تذاكر في أي مكان في الملعب.

## الرأي العام

### الانفتاح والتصور العام

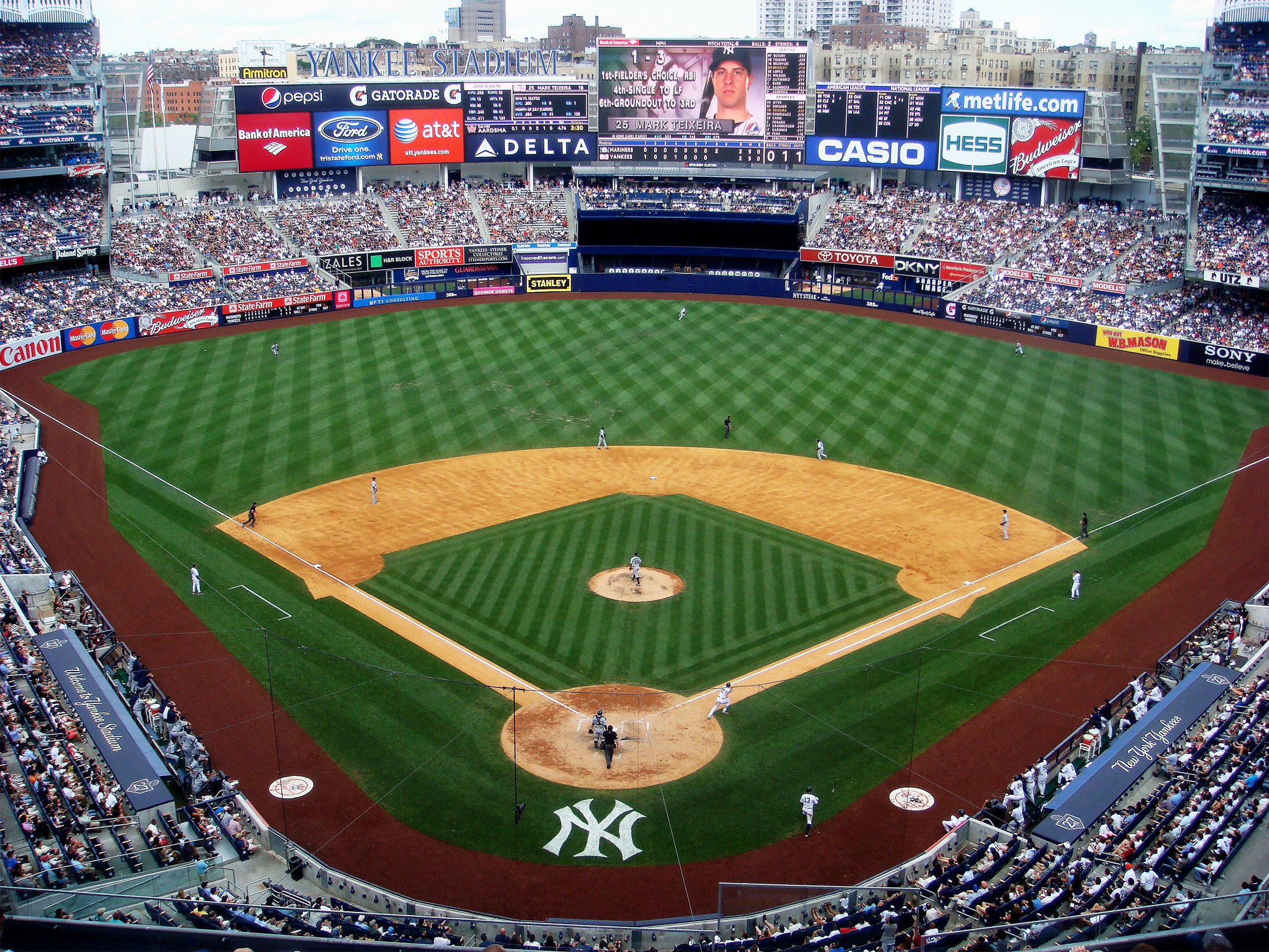
منظر في الملعب من الطابق العلوي عام 2010.

على الرغم من الإشادة بملعب يانكي بسبب وسائل الراحة التي يوفرها، إلا أنه تعرض أيضًا لانتقادات على نطاق واسع بسبب ارتفاع أسعار التذاكر. تعد المقاعد ضمن الصفوف الثمانية الأولى في الوعاء السفلي، والتي تسمى «جناح الأساطير»، من بين أعلى التذاكر سعراً في الرياضات الاحترافية. تبلغ تكلفة التذاكر 510 دولارات في المتوسط؛ أغلى التذاكر تكلف 2600 دولار للواحدة. كانت مقاعد جناح الأساطير فارغة بانتظام، حيث تخلى العديد من حاملي التذاكر في هذا القسم عن تذاكرهم، وظل آخرون غير مباعين، على الرغم من بيع معظم المقاعد الأخرى في الملعب. وقد خلق هذا صورة محرجة على شاشة التلفزيون عن المقاعد خلف لوحة المنزل وهي شاغرة بالكامل تقريبًا. ونتيجة لذلك، ظهر فائض من تذاكر مقاعد الأساطير في السوق الثانوية، ومع تجاوز العرض للطلب، انخفضت أسعار إعادة البيع. يمكن رؤية المقاعد الفارغة في جناح الأساطير خلال التصفيات لعام 2009، بما في ذلك ألعاب بطولة العالم. على الرغم من أن جميع ألعاب التصفيات كانت عمليات بيع، إلا أن حاملي تذاكر جناح الأساطير كانوا في الصالات والمطعم تحتها بدلاً من مقاعدهم. بشكل عام، يبلغ متوسط سعر التذكرة 63 دولارًا، وهو أعلى سعر في لعبة كرة القاعدة.
تنفصل مقاعد جناح الأساطير أيضًا عن مقاعد الوعاء السفلية الأخرى ويتم مراقبتها بقوة بواسطة أمن الاستاد، مع وصف الحاجز بأنه «خندق خرساني». المشجعين الذين ليس لديهم تذاكر داخل هذا القسم المتميز في الصفوف الأمامية غير مسموح بها في القسم. وهذا يشمل الوقوف خلف المخبأ أثناء ممارسة الضرب والبحث عن التوقيعات. المقاعد الأقل تكلفة، المدرجات، تركت العديد من المشجعين محبطين في البداية، حيث أعاقت منطقة الجلوس الداخلية للنادي في الميدان الوسط وجهات النظر من مقاعد المدرجات على كلا الجانبين في القسمين 201 و 239. وقد تمت إزالة هذه الأقسام المعوقة بشدة في نهاية المطاف خلال عام 2016- 2017 في غير موسمها لصالح البارات الخارجية والفناء المسمى (فرانكس ريد هوت تراس) في الوسط الأيسر وتويوتا تيراس في الوسط الأيمن. هذه المناطق الجديدة كاملة مع تراسات وقوف يمكن لجميع حاملي التذاكر الوصول إليها، بالإضافة إلى استبدال المقاعد الموجودة أعلى نادي الميدان المركزي بتراسات قائمة ، مما يقلل بشكل كبير من عدد المشاهدات المعوقة من الملعب المركزي في هذه العملية.

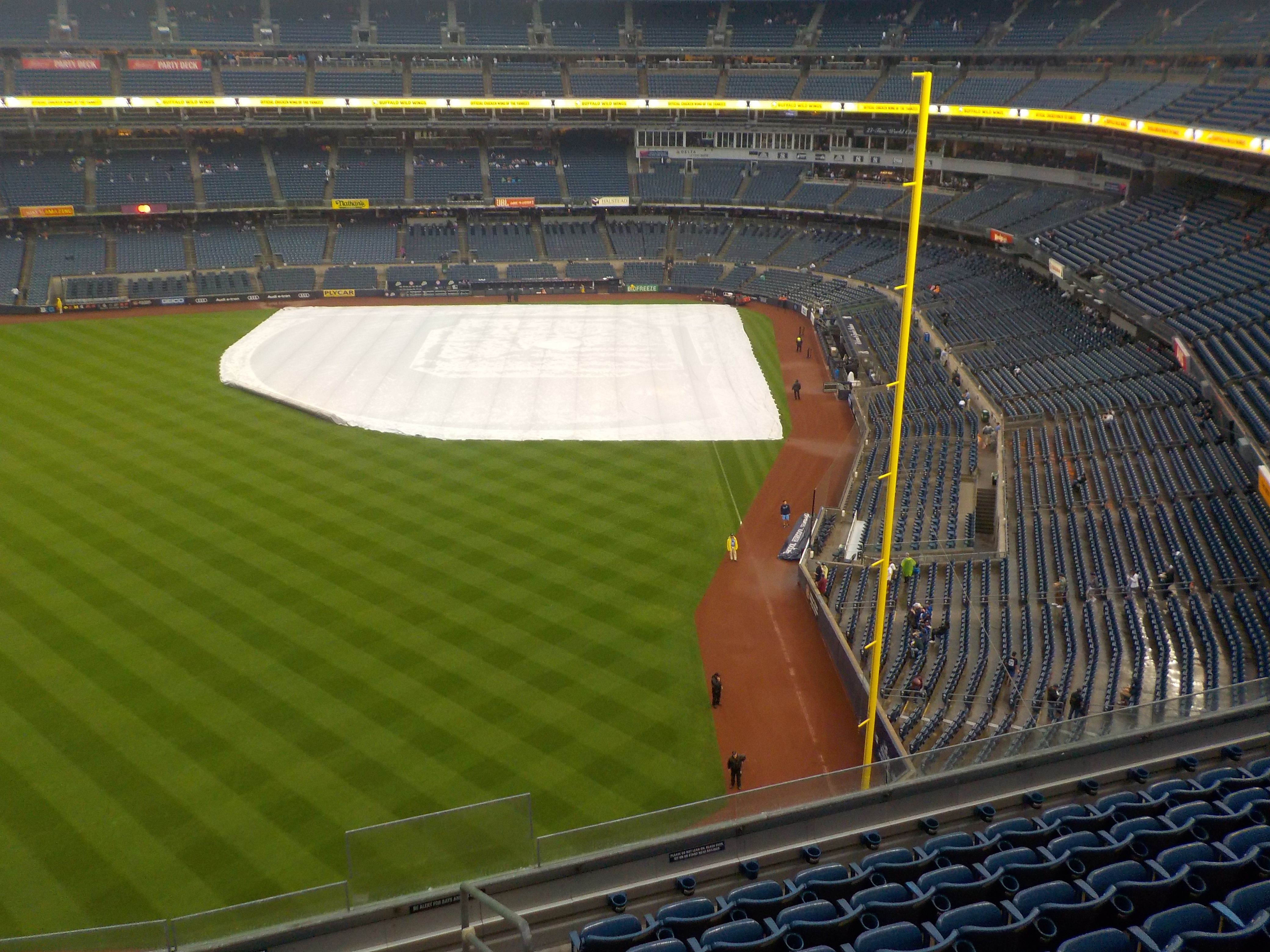
ملعب يانكي مع قماش القنب في الملعب ، قبل المباراة ، فيما أصبح تأخيرًا للمطر.

كما تم انتقاد موظفي استاد يانكي بسبب حادثة وقعت في 4 مايو 2009، والتي توقفت بسبب التأخر في هطول الأمطار. أخبر بعض أعضاء فريق العمل المشجعين أن اللعبة من غير المرجح أن تستأنف ، وبالتالي ، غادر العديد من المشجعين الملعب ، فقط لاستئناف اللعبة في النهاية. لم يُسمح للمشجعين الذين غادروا الملعب بالدخول مرة أخرى ، وفقًا لسياسة إعادة الدخول في الاستاد ، ودخل الكثيرون بعد ذلك في جدال مع أفراد الاستاد. ردًا على رد الفعل العنيف الذي تلقاه فريق اليانكيز بشأن الحادث ، طُلب من الموظفين التوقيع على أمر حظر نشر، يمنعهم من التحدث إلى وسائل الإعلام ، لكنهم أشاروا إلى أن التواصل مع تأخير هطول الأمطار سوف يتحسن.
في وقت متأخر من الموسم الأول للملعب ، شوهدت تصدعات على مدرجات الملعب الخرسانية. يحاول اليانكيون تحديد ما إذا كان هناك خطأ ما في الخرسانة ، أو تركيب أو تصميم المدرجات. ووجهت إلى الشركة المشاركة في فحص الخرسانة اتهامات بأن موظفيها إما زيفوا أو فشلوا في إجراء بعض الاختبارات المطلوبة وزوروا نتائج أخرى.
كما تعرض الملعب لانتقادات بسبب عدم وجود ضوضاء من المشجعين. خلال بث تلفزيوني ليالي الأحد للبيسبول في عام 2012، تحدث المعلق والمدرب السابق لفريق ريد سوكس تيري فرانكونا عن الأجواء المختلفة في الاستادات القديمة والجديدة قائلاً: «كفريق زائر ، خاصة لفريق ريد سوكس ، بحلول وقت النشيد الوطني انتهى ، لا يمكنك الانتظار للعودة إلى المخبأ. الآن هناك نوع مختلف قليلاً من المروحة يجلس هناك أسفل المخبأ». لا تتميز المباريات في الاستاد الجديد بلحظات الحشد التي تصم الآذان وغالبًا ما تبدو صامتة بشكل مخيف. كان نقص ضجيج المشجعين ملحوظًا في التصفيات لعام 2012 أيضًا ، مع وجود آلاف المقاعد غير المباعة للعبة 5 من ALDS والألعاب 1 و 2 من ALCS. قال كوينتن بيري من فريق ديترويت تايجرز، خصوم فريق اليانكيز لفريق يانكيز: «هذا مكان سهل للغاية للعب الآن». «قادمًا من أوكلاند، كان المشجعون هناك صاخبين للغاية. كان من الأسهل المجيء إلى هنا.» في سيرته الذاتية الأقرب ، كتب ماريانو ريفيرا، لاعب فريق يانكيز المريح منذ فترة طويلة ، عن أجواء الاستاد الجديد: «إنه لا يحمل ضوضاء ، أو حماسة الفريق المضيف ، في أي مكان بالقرب من المكان القديم. كان الملعب القديم هو العاشر لنا. رجل - مرجل صاخب ومسعور من شغف مقلم ، مع الكثير من الأشخاص الذين يبقون على قيد الحياة في المدرجات. ربما أكون مخطئًا ، لكن من الصعب رؤية أن المكان الجديد يمكن أن يكرر ذلك تمامًا.» ردد ديريك جيتر هذا الشعور في مقال نُشر في سبتمبر 2014 في مجلة نيويورك، قال فيه إنه فاته ملعب يانكي الأصلي: «لقد كان شعورًا مختلفًا. الملعب الجديد ، لا يعلى عليه - جميع وسائل الراحة. بالنسبة للاعبين ، لا يتحسن أي شيء. الملعب القديم ، إذا كنت في الملعب ، في المدرجات ، المكان الوحيد الذي يمكن أن ترى فيه المباراة كان في مقعدك. الآن هناك الكثير من الأجنحة والأماكن التي يمكن للأشخاص الذهاب إليها. لذا يبدو في كثير من الأحيان كأنه فارغ ، لكنه ليس كذلك بالفعل فالملعب القديم كان مخيفًا أكثر ، المشجعون كانوا على حق أعلى منك.»

### تفضيل الجري نحو الهدف

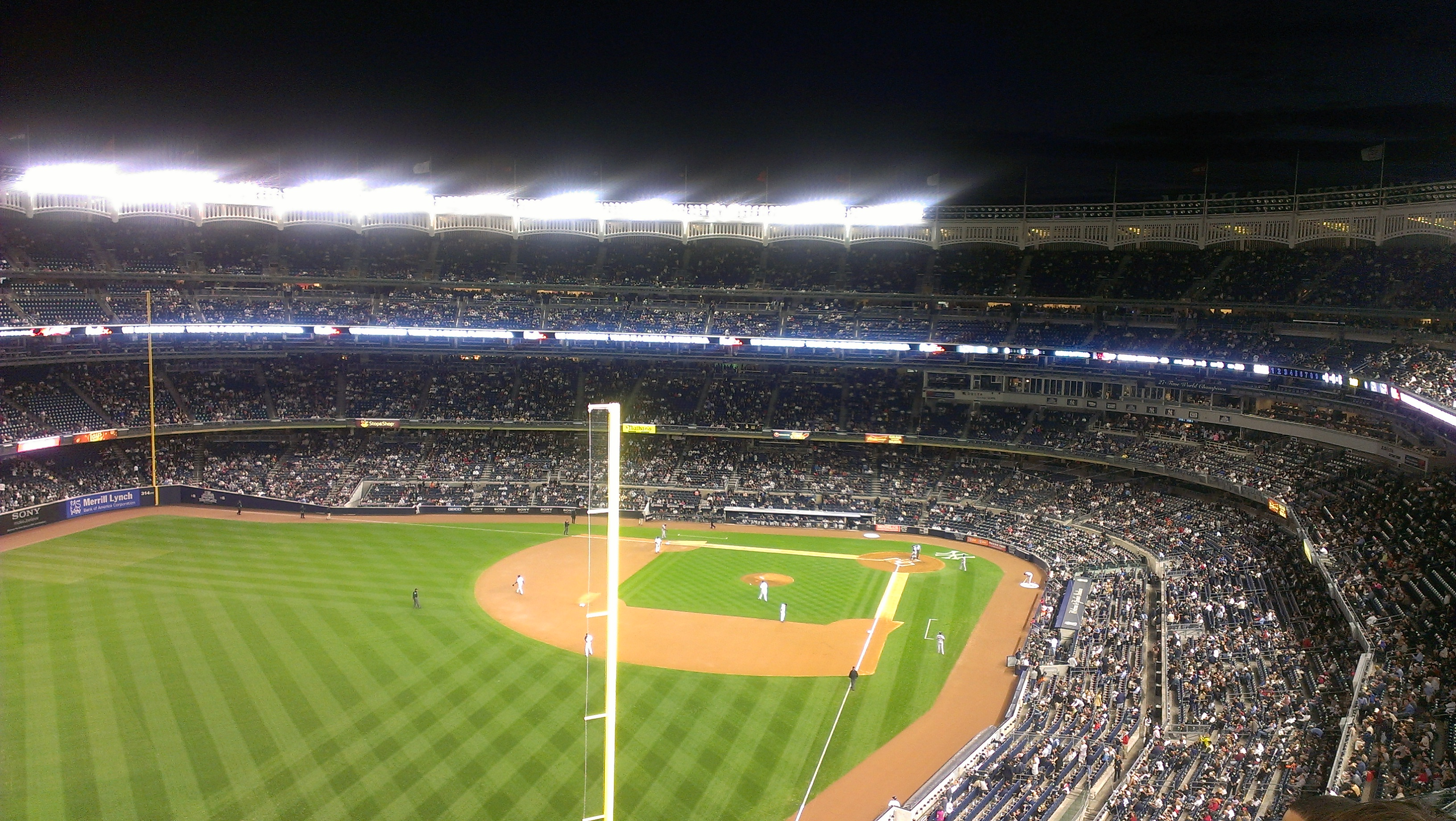
صورة لملعب يانكي في عام 2012 ، من الجهة العلوية اليسرى.

سرعان ما اكتسب ملعب يانكي سمعة قوية في موسمه الأول باعتباره «صندوق الفرقة» و «منصة انطلاق» بسبب العدد الكبير من ضربات الهدف التي تم ضربها في الملعب الجديد. من خلال أول 23 مباراة ، تم ضرب 87 ضربة على أرض الملعب ، متغلبًا بسهولة على الرقم القياسي السابق لشركة إنرون فيلد (المسمى الآن مينيت ميد بارك) الذي تم تسجيله في عام 2000. في وقت مبكر من الموسم ، كان ملعب يانكي في طريقه لكسر الرقم القياسي لموسم فردي 1999 لـ كورس فيلد وهو 303 تمريرات الهدف مسموح بها ، وبدأت ديلي نيوز (باستخدام عنوان الصفحة الخلفية «هومرز أوديسي») في نشر رسم يومي يقارن كل ملعب إجمالي عمليات التشغيل على أرضه من خلال عدد مماثل من الألعاب.
ندد معلق إي إس بي إن بيتر جامونز بالمنشأة الجديدة باعتبارها «واحدة من أكبر النكات في لعبة البيسبول» أثناء ظهوره على مايك ومايك في الصباح ، وخلص إلى أن «[أنها] لم تكن ملعب كرة قدم جيد التخطيط». وبالمثل ، وصف زميل جامونز في ESPN باستر أولني الملعب بأنه «نفق رياح حقيقي» وشبهه بحديقة كرة الويفل في طفولته. وانضم والاس ماثيوز، كاتب العمود في نيوزداي، إلى الانتقادات ، ووصف الاستاد بأنه «سخيف» واتهم «الامتياز الذي استحوذ على الملعب» بتخفيض سعره. واقترح أن بيب روث كان من المحتمل أن يصل إلى 120 أو أكثر من حطام الملعب الأصلي إذا لعب في الملعب الجديد. بالنسبة لعمودته ، أجرى ماثيوز مقابلة مع يانكي ريغي جاكسون السابق ، الذي وصف الحديقة بأنها «صغيرة جدًا» لاحتواء اللاعب الحالي أليكس رودريجيز. قدر جاكسون أن المنتزه قد يمكّن الرجل الثالث من الوصول إلى 75 ركلة على أرضه في موسم واحد.
تم طرح مجموعة متنوعة من النظريات لحساب الزيادة الهائلة في عدد الضربات على أرض الملعب في ملعب يانكي الجديد فوق الاستاد الأصلي ، وفي مقدمتها الزوايا الأكثر حدة لجدران الملعب والتكهن بوجود نفق هوائي. أثناء إنشاء الملعب الجديد ، وقد كُلّفَ المهندسون بإجراء دراسة للرياح ، أشارت نتائجها إلى أنه لن يكون هناك فرق ملحوظ بين الملعبين. خطط الامتياز لدراسة ثانية ، لكن قواعد الدوري الرئيسي تمنع الفريق من إجراء أي تغييرات على الملعب حتى نهاية الموسم.
خلصت دراسة مستقلة أجراها مزود خدمة الطقس أكيو للطقس (AccuWeather) في يونيو 2009 إلى أن شكل وارتفاع جدار الحقل الأيمن ، وليس الريح، هو المسؤول عن تكاثر الجري في الملعب. وجد تحليل أكيو للطقس أن ما يقرب من 20 ٪ من الضربات المنزلية التي تم ضربها في الملعب الجديد لم تكن لتنتقل إلى المنزل في الملعب القديم بسبب الانحناء اللطيف لركن الحقل الأيمن ، وارتفاع جدارها البالغ 10 أقدام (3.0 م). لم يلاحظ أي شيء في أنماط وسرعات الرياح يمكن أن يفسر الزيادة.
تباطأ عدد الضربات على أرض الملعب في الاستاد الجديد بشكل ملحوظ مع تقدم الموسم ،  ولكن تم تسجيل رقم قياسي جديد لموسم واحد لمعظم الضربات على أرض الملعب في ملعب يانكي على أرضه في مباراة يانكيز رقم 73 على أرضه عام 2009 عندما حقق فلاديمير غيريرو من فريق لوس أنجلوس آنجلز أوف أناهايم الرقم 216 على أرضه هذا الموسم ، متجاوزًا الرقم القياسي السابق البالغ 215 الذي تم تسجيله في ملعب يانكي الأصلي في عام 2005. ومع ذلك ، فإن خطأ اليانكيز ، كما في السنوات السابقة ، قد وظفت العديد من الضاربين على أرضهم في عام 2009. ضرب يانكيز 108 ضربات على أرضه أثناء اللعب على الطريق ، وهو ثاني أكثر لاعب في لعبة كرة القاعدة بعد فيلادلفيا فيليز.
في عام 2010، كان المعدل للركض على أرضه في بدايات الموسم أقل بشكل ملحوظ حتى 15 مايو 2010، حيث تم ضرب 35 مرة في 14 مباراة مقابل 2.5 لكل لعبة (توقع 205 - في عام 2009، انتهى الملعب عند 2.93 لكل لعبة ليصبح المجموع 237). على الرغم من انخفاض معدل الجري على أرض الملعب بشكل طفيف لموسم 2010 إلى 2.73 لكل مباراة ، إلا أنه لا يزال أعلى رقم في الفرق الرئيسية. ومع ذلك ، فإن معدل التشغيل على أرضه في أبريل ومايو 2009 الذي أثار انتقادات لم يثبته على مدار أي موسم حتى الآن ، وبينما كان فريق يانكيز خلال الشهرين الأولين من موسم 2011 يضرب أصحاب الأرض أكثر بكثير من أي فريق آخر في البطولات الكبرى، ملعب يانكي لم يكن أفضل أرضية للركض عليه.

## بدايات الملعب

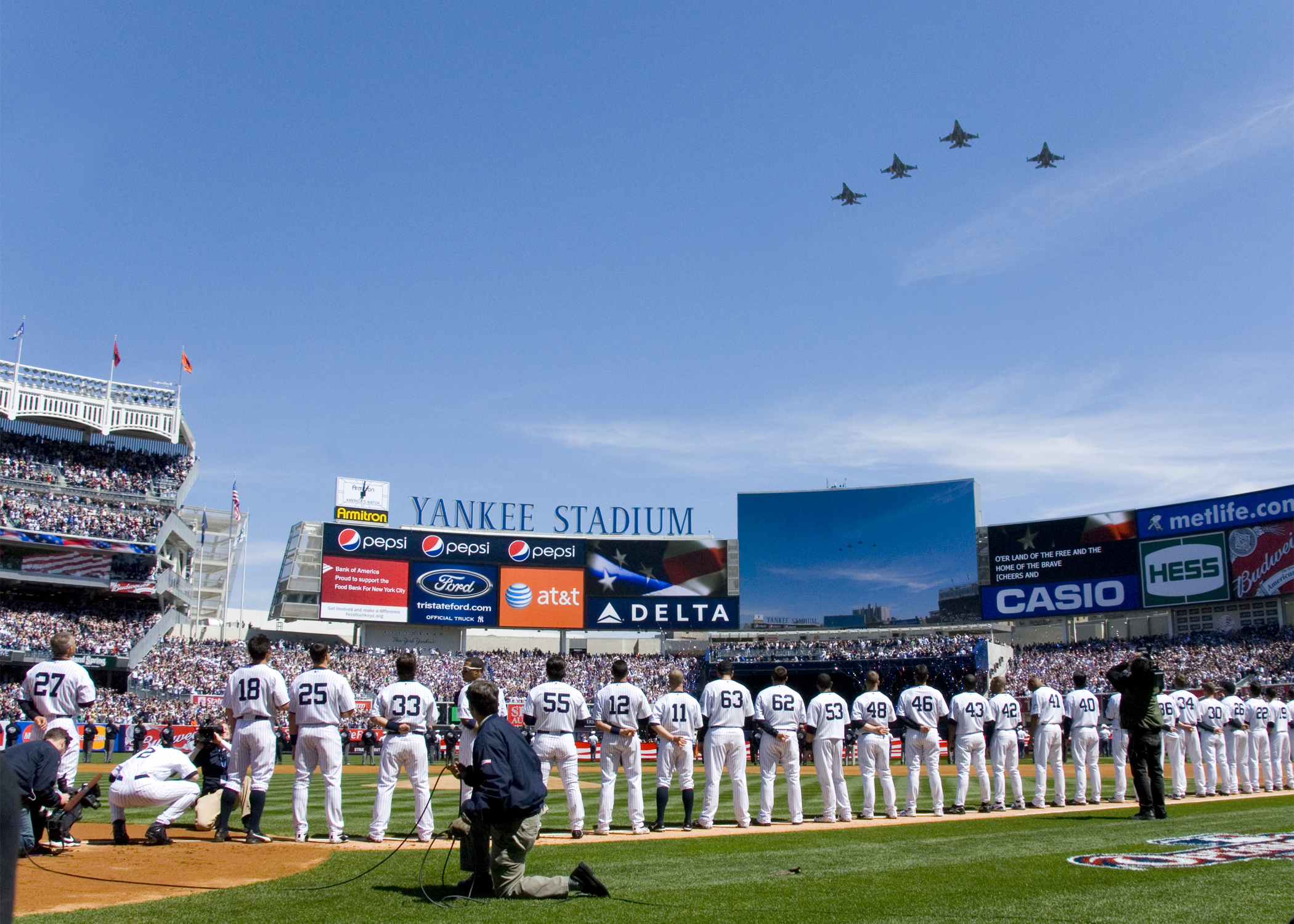
أربعة طائرات جنرال دايناميكس إف-16 من الجناح المقاتل 174 تحلق فوق ملعب يانكي «الجديد» في يوم الافتتاح.

قبل يوم الافتتاح الرسمي ضد كليفلاند إنديانز في 16 أبريل عام 2009 ، استضاف فريق يانكيز سلسلة من المباريات ثنائية المباريات في الملعب في أوائل أبريل ضد شيكاغو كابز. كان غرادي سايزمور من كليفلاند إنديانز أول لاعب يصطدم بالبطولات الأربع الكبرى من الرامي يانكي داماسو مارتي. أفسد إنديانز والفائز بجائزة سي يونغ 2008 كليف لي افتتاح الملعب الجديد بالفوز على أصحاب الأرض (10-2). قبل أن يذهب فريق يانكيز للمضرب للمرة الأولى ، تم وضع الخفاش الذي استخدمه بيب روث في أول شوط له على أرضه في استاد يانكي القديم في عام 1923 مؤقتًا على لوحة الهدف. حقق خورخي بوسادا أول جولة يانكي على أرضه في الملعب الجديد حيث ضرب لي في نفس المباراة. كان راسل برانيان، أثناء لعبه لفريق سياتل مارينرز، أول لاعب يصل إلى الهدف من مطعم موهيغان صن في وسط الملعب.
استضاف ملعب يانكي الجديد مثل سابقه بطولة العالم في موسمه الأول ؛ في بطولة العالم لعام 2009 ، هزم فريق يانكيز فيلادلفيا فيليز 4 مباريات مقابل 2. وأصبح أيضًا أحدث ملعب يستضيف فوزًا في بطولة العالم من قبل فريقه المضيف في الموسم الأول للمكان (بعد فوز سانت لويس كاردينالز ببطولة العالم. في ملعب بوش في عام 2006)، عندما فاز فريق يانكيز في 4 نوفمبر 2009 ببطولة العالم السابعة والعشرين ضد فيلادلفيا فيليز. فريق يانكيز هو الفريق الوحيد الذي افتتح ملعبين بفوز ببطولة العالم ، وظهر أيضًا في بطولة العالم لعام 1976 بعد تجديد ملعب يانكي الأصلي ، وخسر أمام الآلة الحمراء الكبيرة في أربعة مباريات متتالية. في 6 أكتوبر 2011، كان فريق ديترويت تايجرز في المباراة الخامسة من ALDS أول فريق يقضي على يانكيز في ملعب يانكي الجديد في فترة ما بعد البطولة.
| إحصائية                | معرض                           | الموسم العادي                       | بعد الموسم                       |
| ---------------------- | ------------------------------ | ----------------------------------- | -------------------------------- |
| المباراة الاولى        | 3 أبريل، 2009 يانكيز 7, كابز 4 | 16 أبريل، 2009 إنديانز 10, يانكيز 2 | 7 أكتوبر، 2009 يانكيز 7, توينس 2 |
| أول احتفالية الملعب    | ريغي جاكسون                    | يوغي بيرا                           | إريك تي أولسون                   |
| الرمية الأولى          | شين مينج وانغ                  | كارستن تشارلز ساباثيا               | كارستن تشارلز ساباثيا            |
| الهجوم الأول           | هارون مايلز (كابز)             | جرادي سايزمور (إنديانز)             | دنارد سبان (توينس)               |
| الضربة الأولى          | هارون مايلز (كابز)             | جوني ديمون                          | دنارد سبان (توينس)               |
| الضربة الأولى لليانكيز | ديريك جيتر                     | جوني ديمون                          | ديريك جيتر                       |
| ركضة الهدف الأولى      | روبنسون كانو                   | خورخي بوسادا                        | ديريك جيتر                       |
| الفوز الأول            | شين مينج وانغ                  | كليف لي (إنديانز)                   | كارستن تشارلز ساباثيا            |
| الحماية الأولى         | جوناثان البالاديجو             | ماريانو ريفيرا (17 أبريل)           | ماريانو ريفيرا                   |

تم تحقيق العديد من الأرقام والسجلات التاريخية في استاد يانكي ففي عام 2009، أصبح ديريك جيتر قائد نجاحات فريق يانكيز مع ضرباته البالغة 2722 ضربة متجاوزًا الرقم القياسي الذي سجله لو جيرج لمدة 72 عامًا. وفي الموسم التالي ، حقق أليكس رودريجيز في مسيرته المباراة رقم 600 على أرض الملعب ، ليصبح أصغر لاعب ينجز هذا الإنجاز. في عام 2011، تم تحقيق ثلاثة أرقام مهمة في الملعب. في يوليو ، أصبح جيتر أول يانكي ينضم إلى نادي 3000 ضربة. في الشهر التالي ، أصبح يانكيز أول فريق في التاريخ يحقق ثلاث بطولات كبرى في مباراة واحدة. مع اقتراب الموسم العادي من نهايته ، أصبح ماريانو ريفيرا القائد على الإطلاق في تصديات الموسم العادي ، عندما تصدى للكرة 602.
في 20 أبريل 2016 ، أصبح كيندال جرافمان من فريق أوكلاند لألعاب القوى أول رامي انطلاق يضرب في ملعب يانكي.
نظرًا لقلة المباريات المقررة للفرق التي ليست في الدوري الخاص ، كان سان دييغو بادريس في الرابطة الوطنية الغربية هو الفريق الأخير الذي يزور استاد يانكي في تكوينه الجديد في 27 مايو 2019. جمع يانكيز رقما قياسيا من 24-5 لمباريات على أرضه مقابل أول مباراة للفرق المتعارضة التي تزور ملعب يانكي الحالي.

## المواصلات وكيفية الوصول
يمكن الوصول إلى الملعب عبر شارع 161 - محطة ملعب يانكي، وهو نفسه الذي خدم ملعب يانكي القديم ، عن طريق قطارات 4 وB وD لمترو أنفاق مدينة نيويورك. تخدمها أيضًا محطة يانكيز - شرق شارع 153 للسكك الحديدية مترو شمال السكة الحديد، التي تم افتتاحها في 23 مايو 2009 ؛ تتميز هذه المحطة بشكل روتيني بخدمة قطار خط هدسون، ولكن في أيام المبارايات، قطارات خط هارلم وخط نيو هافن من شمال ولاية نيويورك وكونيتيكت - وكذلك قطارات مكوكية من محطة غراند سنترال - تتوقف عند هذا الحد أيضًا. يتم تقديم الملعب أيضًا بواسطة خطوط حافلات Bx1 وBx2 وBx6 وBx6 SBS وBx13 وعمليات الحافلات الإقليمية.
يمكن الوصول إلى ملعب يانكي بالسيارة عبر طريق ميجور ديغان السريع (I-87)، مع وصلات إلى طريق كروس برونكس السريع (I-95) وطريق بروكنر السريع (I-278) والطرق السريعة والطرق الأخرى. بصرف النظر عن مواقف السيارات والمرائب الموجودة التي تخدم الملعب، من المخطط إنشاء مرائب إضافية لوقوف السيارات. وافقت الهيئة التشريعية لولاية نيويورك على 70 مليون دولار من الإعانات لمشروع مرآب للسيارات بقيمة 320 مليون دولار. في 9 أكتوبر / تشرين الأول 2007، وافقت وكالة التنمية الصناعية في مدينة نيويورك على سندات معفاة من الضرائب بقيمة 225 مليون دولار لتمويل بناء ثلاث مرائب جديدة لوقوف السيارات تضم 3600 مكانًا جديدًا لوقوف السيارات ، وتجديد 5569 مكانًا قريبًا لوقوف السيارات. دعت الخطط في البداية إلى إنشاء مرآب رابع جديد ، ولكن تم إلغاء هذا قبل الموافقة النهائية. سيتم بناء المرائب (وتجديدها) من قبل مؤسسة تنمية المبادرات المجتمعية في هدسون، وهي كيان غير ربحي سيستخدم إيرادات مواقف السيارات لسداد السندات ودفع إيجار أرض سنوي بقيمة 3 ملايين دولار لمدينة نيويورك. من المتوقع أن تبلغ تكلفة وقوف السيارات 25 دولارًا لكل مباراة.

## استخدامات الملعب لغير كرة القاعدة

### كرة القدم

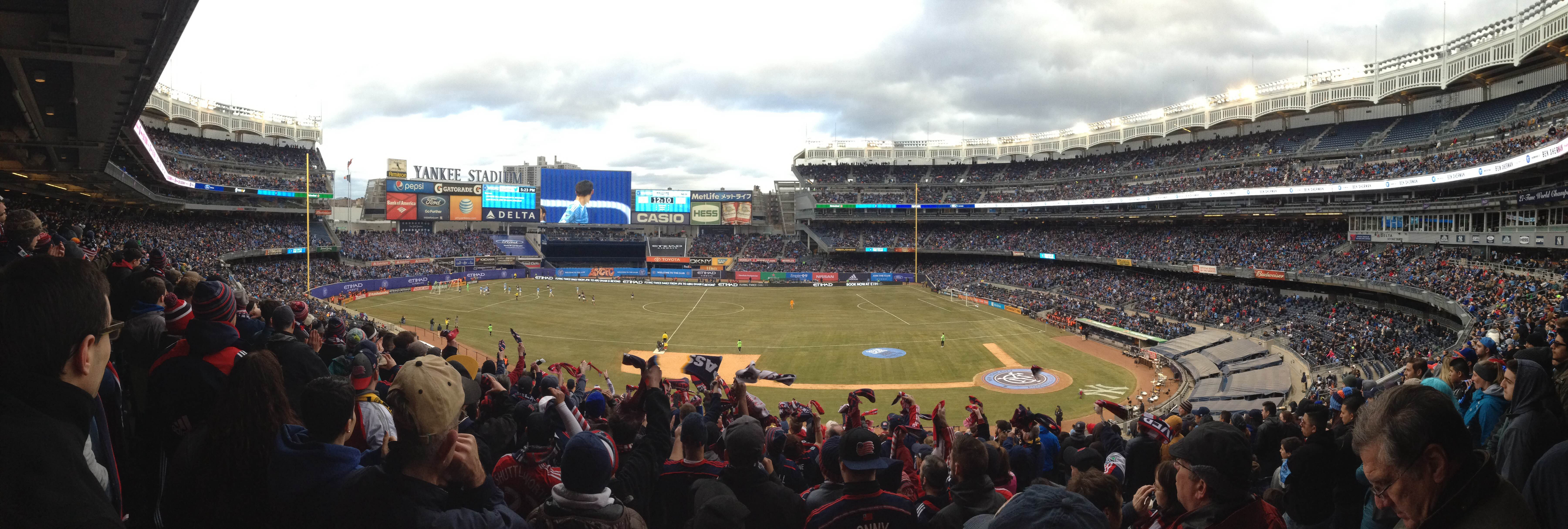
ملعب يانكي يستضيف مباراة كرة قدم في مدينة نيويورك في عام 2015.

كجزء من تحدي كرة القدم العالمي عام 2012، لعب تشيلسي وباريس سان جيرمان في 22 يوليو 2012 ، في أول مباراة لكرة القدم على ملعب يانكي ، وانتهت المباراة بالتعادل 1-1، قبل حشد من 38202 متفرجًا. استضاف الملعب مباراة كرة قدم أخرى بين إيه سي ميلان وريال مدريد في 8 أغسطس 2012. فاز ريال مدريد بنتيجة 5-1، أمام حشد من 49474 متفرجًا. لعب تشيلسي أيضًا مع مانشستر سيتي هناك في 25 مايو 2013 ، والذي انتهى بفوز السيتي 5-3. وفي 11 يونيو 2013 ، هزمت إسبانيا جمهورية أيرلندا 2-0 في مباراة ودية على الملعب.
في 21 أبريل 2014 ، أُعلن أن نادي نيويورك سيتي وهو فريق توسيع دوري كرة القدم مملوك بشكل مشترك من قبل نيويورك يانكيز ومانشستر سيتي، سيلعب في ملعب يانكي من عام 2015 حتى يتم تحديد موقع الملعب الجديد وبناء الملعب. لعب نادي نيويورك سيتي أول مباراة له في ملعب يانكي، في 15 مارس 2015. ونظرًا للأبعاد الفريدة لملعب يانكي، يبلغ طول ملعب كرة القدم 110 ياردة (100 متر) وعرض 70 ياردة (64 مترًا)، أصغر ملعب في الدوري الرئيسي لكرة القدم ، وقريبًا من أصغر ملعب تسمح به إرشادات مجلس الاتحاد الدولي لكرة القدم.

#### مباريات كرة القدم الدولية
| التاريخ        | الفريق           | النتيجة                 | الفريق          | البطولة                    | الحضور |
| -------------- | ---------------- | ----------------------- | --------------- | -------------------------- | ------ |
| 22 يوليو، 2012 | باريس سان جيرمان | 1–1                     | تشيلسي          | تحدي كرة القدم العالمي     | 38,202 |
| 8 أغسطس، 2012  | ريال مدريد       | 5–1                     | إي سي ميلان     | تحدي كرة القدم العالمي     | 49,474 |
| 25 مايو، 2013  | مانشستر سيتي     | 5–3                     | تشيلسي          | مباراة ودية                | 39,462 |
| 11 يونيو، 2013 | إسبانيا          | 2–0                     | أيرلندا         | مباراة دولية ودية          | 39,368 |
| 30 يوليو، 2014 | ليفربول          | 2–2 3–1 (ركلات ترجيحية) | مانشستر سيتي    | الكأس الدولية للأبطال 2014 | 49,653 |
| 24 يوليو، 2019 | ليفربول          | 2–2                     | سبورتينغ لشبونة | مباراة ودية                | 31,112 |

### كرة القدم الأمريكية الجامعية

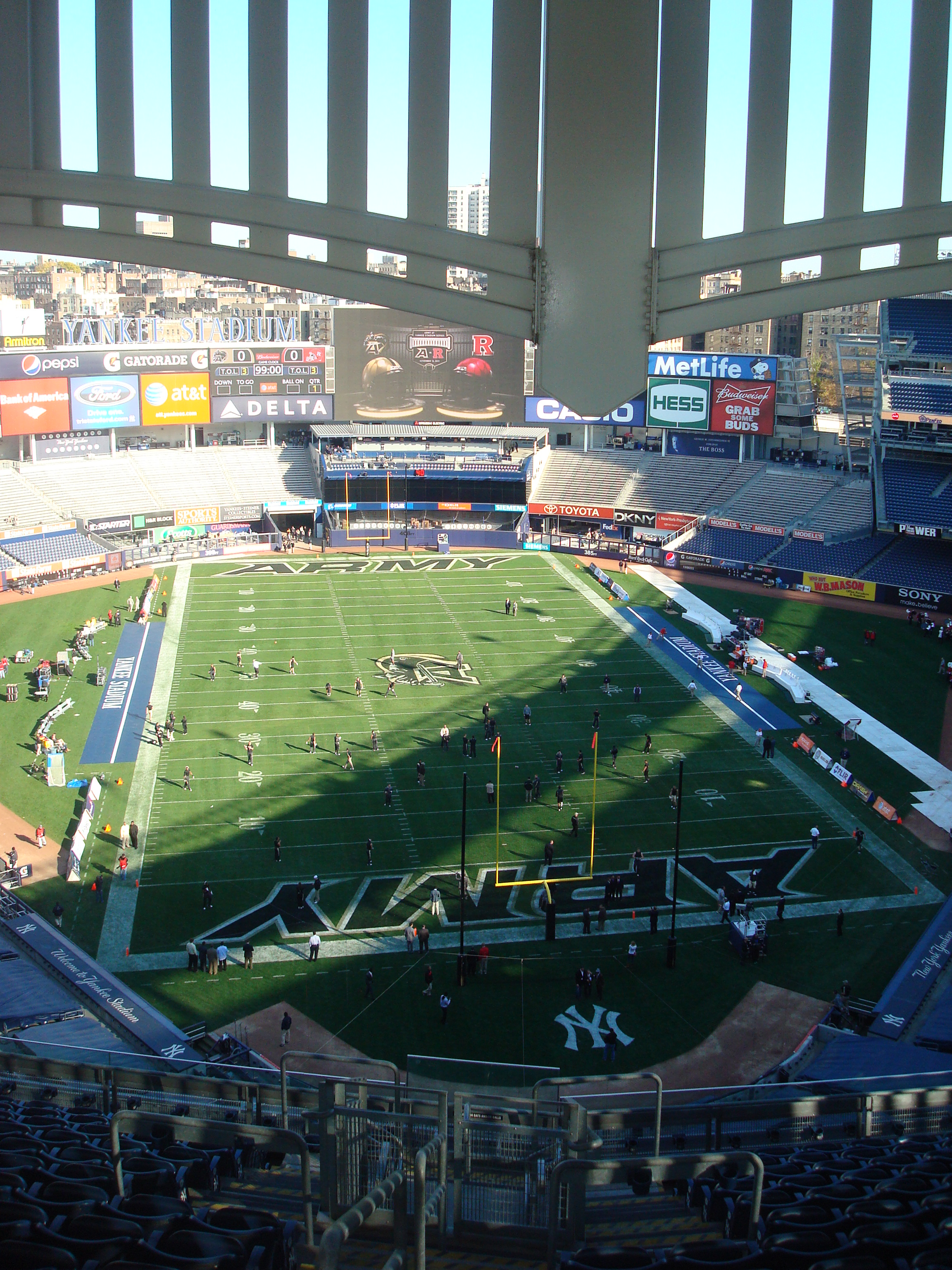
ملعب يانكي في تكوين كرة القدم لمباراة بين الجيش وروتجرز.

لعب نوتردام لعبة كرة قدم جامعية في ملعب يانكي ضد نادي فرسان الجيش السود في 20 نوفمبر 2010 ، حيث هزم الأيرلنديون الفرسان السود بنتيجة (27-3). وكان هذا أول لقاء للفريقين في برونكس منذ عام 1969. لعب الجيش دور روتجرز في عام 2011 (هزم روتجرز الجيش 27-12)،  ولعب ضد ولاية كونيتيكت في عام 2014. أيضًا في عام 2014، لعب ليهاي ولافاييت النسخة رقم 150 من مباراة كرة القدم في الكلية في استاد يانكي في 22 نوفمبر 2014. لعب كلا الفريقين في ملعب مباع ؛ وقد فاز فريق لافاييت بنتيجة (27-7). في 12 نوفمبر 2016، فازت جامعة فوردهام على هولي كروس بنتيجة (54-14) في اللقاء 53 لكأس رام الصليبي. [بحاجة لمصدر]
منذ عام 2010، استضاف ملعب يانكي بنستريب بول، وهي لعبة كرة قدم أمريكية جامعية سنوية. وضع الوعاء الافتتاحي سيراكوز (المركز الثالث في الشرق الكبير) ضد ولاية كانساس (المركز السابع في المركز الثاني عشر) في 30 ديسمبر 2010. هزمت سيراكيوز ولاية كانساس 36-34 في تبادل لتسجيل النقاط ، أمام حشد مكون من 38.274 متفرجاً.
كان الملعب مخصصًا لاستضافة مباراة بين روتجرز وماريلاند في 4 نوفمبر 2017. تم نقل اللعبة مرة أخرى إلى ملعب منزل روتجرز بسبب تعارضات محتملة مع ما بعد موسم يانكيز.
| التاريخ         | الفريق الفائز   | النتيجة    | الفريق الخاسر | الفعالية         | الحضور |
| --------------- | --------------- | ---------- | ------------- | ---------------- | ------ |
| 20 نوفمبر، 2010 | نوتردام         | 27–3       | الجيش         | سلسلة شامروك     | 54,251 |
| 30 ديسمبر، 2010 | سيراكيوز        | 36–34      | ولاية كانساس  | بنستريب بول 2010 | 38,274 |
| 12 نوفمبر، 2011 | روتجرز          | 27–12      | الجيش         | موسم رياضي       | 30,028 |
| 30 ديسمبر، 2011 | روتجرز          | 27–13      | ولاية آيوا    | بنستريب بول 2011 | 38,328 |
| 29 ديسمبر، 2012 | سيراكيوز        | 38–14      | وست فرجينيا   | بنستريب بول 2012 | 39,098 |
| 28 ديسمبر، 2013 | نوتردام         | 29–16      | روتجرز        | بنستريب بول 2013 | 47,122 |
| 8 نوفمبر، 2014  | الجيش           | 35–21      | كونيتيكت      | موسم رياضي       | 27,453 |
| 22 نوفمبر، 2014 | لافاييت         | 27–7       | ليهاي         |                  | 48,256 |
| 27 ديسمبر، 2014 | ولاية بنسلفانيا | 31–30 (OT) | بوسطن كوليدج  | بنستريب بول 2014 | 49,012 |
| 26 ديسمبر، 2015 | ديوك            | 44–41 (OT) | إنديانا       | بنستريب بول 2015 | 37,218 |
| 12 نوفمبر، 2016 | فوردهام         | 54–14      | هولي كروس     | كأس رام الصليبي  | 21,375 |
| 28 ديسمبر، 2016 | نورث وسترن      | 31–24      | #23 بيتسبرغ   | بنستريب بول 2016 | 37,918 |
| 27 ديسمبر، 2017 | آيوا            | 27–20      | بوسطن كوليدج  | بنستريب بول 2017 | 37,667 |
| 17 نوفمبر، 2018 | نوتردام         | 36–3       | سيراكيوز      | سلسلة شامروك     | 48,104 |
| 27 ديسمبر، 2018 | ويسكونسن        | 35–3       | ميامي         | بنستريب بول 2018 | 37,821 |
| 9 نوفمبر، 2019  | #13 دارتموث     | 27–10      | #10 برينستون  | موسم رياضي       | 21,506 |
| 27 ديسمبر، 2019 | ولاية ميشيغان   | 27–21      | ويك فورست     | بنستريب بول 2019 | 36,895 |

#### هوكي الجليد
أقيم أول حدث لدوري الهوكي الوطني في 26 يناير 2014 بين فريق نيويورك رينجرز ونيوجيرسي ديفلز كجزء من سلسلة ملعب 2014 NHL. كما واجه الرينجرز ضد نيويورك آيلاندرز في 29 يناير 2014، تحت الطقس البارد العميق في الهواء الطلق. فاز الرينجرز في كلتا المباراتين بنتيجة 7-3 و2-1 على التوالي. جذبت كلتا المباراتين ما يزيد قليلاً عن 50000 متفرج ، وهي تقريباً السعة الكاملة للملعب. على الرغم من اللعب في المباريات وكان يُنظر إليه تقليديًا على أنه «فريق مدينة نيويورك»، كان الرينجرز رسميًا الفريق الضيف في كلتا المباراتين. يرجع هذا إلى بند في اتفاقية بين المدينة وماديسون سكوير جاردن: إذا توقف فريق رينجرز أو نيويورك نيكس عن لعب الألعاب المنزلية في الحديقة ، فإن المكان سيفقد الإعفاء الضريبي ويخضع للعقوبات. لم يلعب الشياطين وسكان الجزر أي لعبة في الهواء الطلق قبل هذه السلسلة.
| التاريخ        | الفريق الفائز  | النتيجة | الفريق الخاسر    | الفعالية            | الحضور |
| -------------- | -------------- | ------- | ---------------- | ------------------- | ------ |
| 26 يناير، 2014 | نيويورك رينجرز | 7–3     | نيوجيرسي ديفلز   | سلسلة ملعب 2014 NHL | 50,105 |
| 29 يناير، 2014 | نيويورك رينجرز | 2–1     | نيويورك آيلاندرز | سلسلة ملعب 2014 NHL | 50,027 |

#### ملاكمة
بدأت الجولة الترويجية لقتال ماني باكياو-ميغيل كوتو بحدث في استاد يانكي في 10 سبتمبر 2009.
في 5 يونيو 2010، حارب يوري فورمان كوتو في أول مباراة ملاكمة في ذا برونكس منذ عام 1976. تمت الإشارة إلى المعركة باسم «ملعب سلوفيست». هزم كوتو فورمان بالضربة القاضية TKO في الجولة التاسعة. حصل كوتو على لقب وزن الوسط الممتاز في اتحاد الملاكمة العالمي ولقبه العالمي الرابع ، قبل حشد من 20,272.

#### أحداث أخرى
أقيم أول حدث غير مباراة في كرة القاعدة في النسخة الحالية من ملعب يانكي مساء يوم السبت 25 أبريل 2009، عندما أقام القس جويل أوستين من كنيسة ليكوود ما أطلق عليه «ليلة الأمل التاريخية»، وهي صلاة مسيحية.
أقيم حفل التخرج في جامعة نيويورك في 13 مايو 2009 ، حيث ألقى الخطاب وزيرة الخارجية الأمريكية والسيناتور السابق عن نيويورك هيلاري كلينتون. تميز حفل جامعة نيويورك لعام 2010 بالخريج أليك بالدوين كمتحدث. تحدث الرئيس بيل كلينتون في حفل عام 2011.
في عام 2014، أصبح ملعب يانكي موطنًا للبطولة المزدوجة A وثلاثية A في مدرسة مدينة نيويورك الثانوية العامة لبطولة الدوري الرياضي. في عام 2011، أصبحت موطنًا لبطولة مؤتمر مدينة كرة القدم (PSAL).

## سياسة حجز التذاكر
اعتبارًا من عام 2016، لا يمكن استخدام التذاكر الإلكترونية المطبوعة في مباريات نيويورك يانكيز ونيويورك سيتي في ملعب يانكي. ولكن يتم قبول التذاكر التقليدية فقط ، وتلك الصادرة عن طريق نظام التذاكر المحمول. وقد برر الفريق القرار بالقول إنه كان يهدف إلى مكافحة الاحتيال المرتبط بالتذاكر الرقمية المطبوعة. ومع ذلك ، كان يعتقد أيضًا أن الفريق كان يحاول على وجه التحديد إعاقة خدمة إعادة بيع التذاكر ستاب هاب، والتي تنافست ضد خدمة إعادة البيع الرسمية التي تديرها تيكيت ماستر المعروفة باسم بورصة تذاكر يانكيز. حيث تخضع بورصة تذاكر يانكيز لسياسة أرضيات الأسعار ، مما يعني أنه لا يجوز خصم التذاكر إلا إلى مبلغ معين. على الرغم من أن ستاب هاب هي الشريك الرسمي لإعادة بيع التذاكر لدوري كرة القاعدة الرئيسي ، إلا أن فريق يانكيز ، وكذلك فريق لوس أنجلوس آنجلز وشيكاغو كابس ، قد اختاروا الانسحاب من هذه الاتفاقية.
نظرًا لملكية اليانكيز للفريق ، أعلن نادي نيويورك سيتي في 11 مارس 2016، أن مبارياته ستخضع أيضًا لهذه السياسة. في الافتتاح الرسمي للفريق في 13 مارس 2016، على الرغم من أن الفريق ذكر أنه سيتم تدريجيًا في إصدار التذاكر عبر الهاتف المحمول من خلال تقديم خطوات تَحقُق إضافية للتذاكر المطبوعة قبل أن تصبح السياسة سارية المفعول بالكامل في أبريل من العام ذاته، أشارت التقارير إلى أن الملعب كان يستبعد المشجعين الذين يحملون تذاكراً مطبوعة ، مما يؤدي إلى طوابير طويلة ، بالإضافة إلى قلة من الحضور داخل الاستاد نفسه. في مقابلة مع راديو (WFAN)، أوضح مدير العمليات في شركة يانكيز لون تروست أن الإجراءات تهدف إلى مكافحة إعادة بيع التذاكر، بحجة أن الفريق لا يريد أن يشتري المعجبون مقاعد «مميزة» بأسعار منافسة ، لأنهم سيشغلونها «شخص لديه لم يجلس في مكان مميز [من قبل]».
في 3 أبريل 2016، وفي حلقة من المسلسل الكوميدي الإخباري الأسبوع الماضي هذا المساء مع جون أوليفر والذي تم بثه على شبكة إتش بي أو، رد المضيف جون أوليفر على تصريحات تروست ، بحجة أنه كان يقول: «إن الأغنياء لا يمكنهم تحمل الجلوس إلى جانب الأشخاص الذين ليسوا أثرياء.» كسخرية أخرى لحجج تروست ضد إعادة البيع المخفضة ، أعلن أوليفر بعد ذلك عن مسابقة تمت فيها دعوة المشاهدين لإرسال صور لأنفسهم وهم يرتدون ملابس كما لو أنهم «لم يجلسوا أبدًا في موقع متميز من قبل»، مع عرض الفائزين القدرة على شراء زوج عدد مقاعد الأساطير من واحدة من أول ثلاث مباريات على أرضه في الموسم مقابل 25 سنتًا. كانت الحيلة ناجحة ، مما أدى إلى وجود العديد من الحاضرين بالملابس في مقاعد الأساطير خلال الألعاب الافتتاحية. استجاب رئيس الفريق راندي ليفين بشكل إيجابي للمغامرة ، وشكر أوليفر على شراء التذاكر في البداية ، ولاحظ أن الجميع مرحب بهم في ملعب يانكي.
في 27 يونيو 2016، أعلن يانكيز أنه توصل إلى اتفاق مع ستاب هاب ليصبح شريكًا رسميًا جديدًا لإعادة بيع التذاكر بدءًا من 7 يوليو 2016، والسماح لحاملي التذاكر الموسمية ببيع التذاكر الإلكترونية، بدلاً من إرسال التذاكر المادية بالبريد إلى المشتري. ستظل الخدمة خاضعة لسياسة أرضية الأسعار ، لكن الفريق ذكر أن الترتيب الجديد من شأنه أن يوفر «تجربة أفضل وأكثر أمانًا».

## روابط خارجية
- Virtual tour of new Yankee Stadium
- Newsday.com New Yankee Stadium
- Ballparks of Baseball
- Ballparks.com overview of proposed stadium
- Photographic Updates of the Construction of the New Yankee Stadium
- Metro-North Railroad station at Yankee Stadium
- Yankee Stadium Seating Chart
- Yankee Stadium at StadiumDB.com